# Pintura metalizada

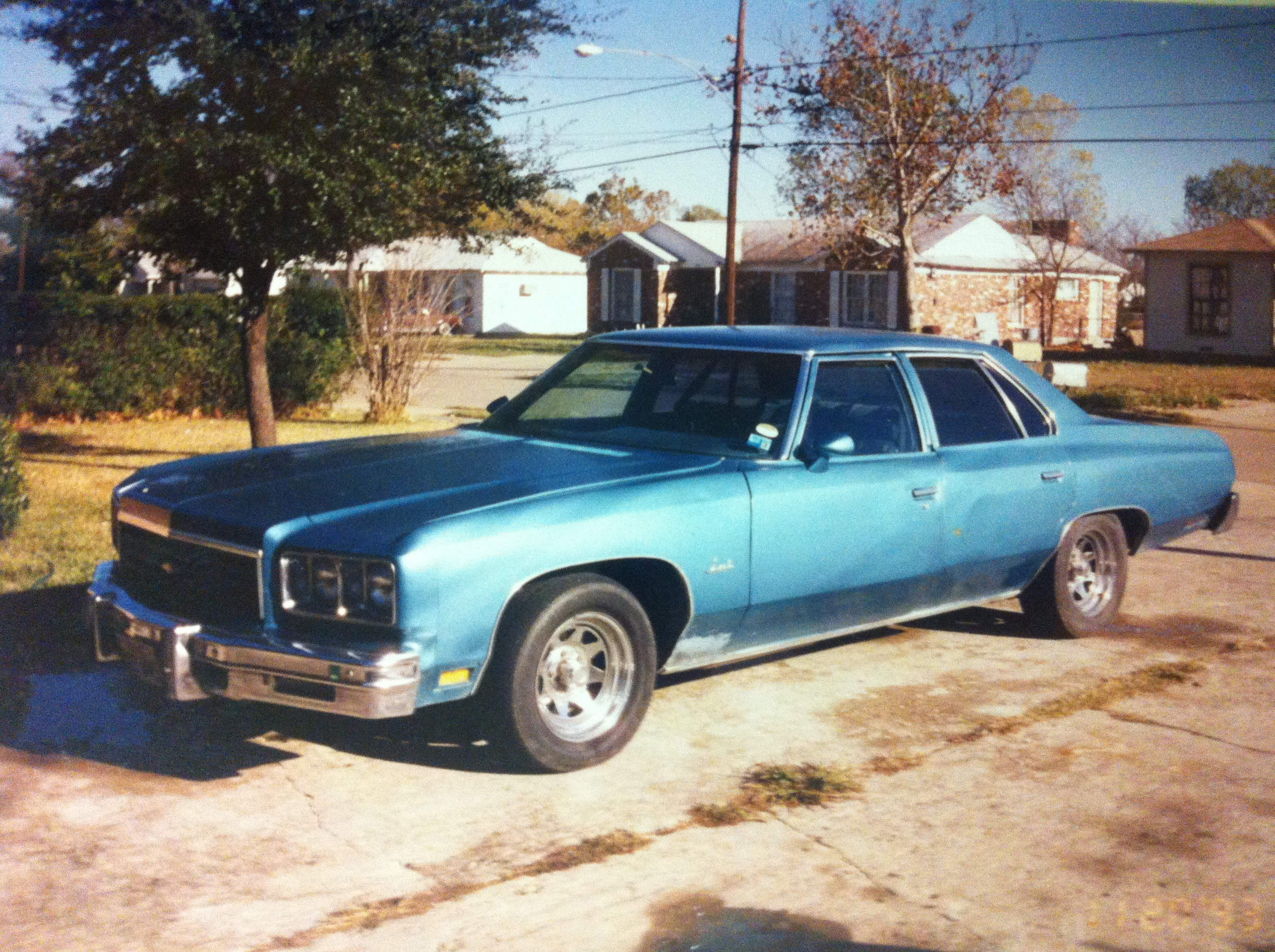
Reflejos sobre la pintura metalizada.

La pintura metalizada, también conocida como policromática o de «copos de metal», se usa en la mayoría de los nuevos automóviles de primera venta. La pintura metalizada permite revelar los contornos de la carrocería más que la pintura no metalizada o sólida. Al acercarse, las pequeñas virutas de metal incluidas en la pintura crean un efecto de destelleo.

## Descripción
Las pinturas metalizadas casi siempre consisten en una capa base de laca transparente o un recubrimiento superior de uretano para conseguir protección y un brillo añadido. Históricamente, era difícil conseguir una reparación invisible si la pintura estaba dañada, ya que resulta crítico el ángulo en el que las virutas de metal yacen en la pintura. Algunas técnicas modernas han conseguido eliminar en mayor o menor medida este problema.

## Variaciones
Existen dos variaciones raras de la pintura metalizada común: la pintura perlescente, o efecto perla, que presenta colores sutilmente diferentes dependiendo del ángulo y de la intensidad de la luz que incide sobre ella; y la pintura policromática, en la que los colores que presenta cambian de forma radical dependiendo del ángulo en el que se mire, como de morado a naranja, por ejemplo. Las pinturas policromáticas han sido usadas por Nissan en algunas ediciones especiales, y son frecuentemente relacionadas con los coches fabricados por TVR.
Existe también una última variación, que resulta muy complicado verla sobre automóviles pero con frecuencia usada sobre bicicletas y motocicletas, llamada «rimbombante» o de «manzana de caramelo». Esta consiste en una capa base de color plata metalizada cubierta por una laca coloreada pero translúcida o de uretano. Este tipo de pintura proporciona un efecto extraño de profundidad, pero también es cierto que resulta casi imposible retocarla por daños sin dejar una marca obvia.

## Precio
Los fabricantes casi siempre aplican un sobreprecio por la opción de la pintura metalizada aplicada en un nuevo vehículo, aunque estas supongan un alto porcentaje de los colores disponibles en la gama, pues a veces tan solo se ofrecen el blanco, rojo y negro como pinturas sólidas.
El sobrecoste de esta opción suele rondar los 600€ en los automóviles de gran tamaño. La mayoría de los compradores la eligen, aunque sea solamente para aumentar su precio de reventa. Dado que hacer que se repinte el coche de un color metalizado no resulta más caro que con un color sólido, muchos toman la opción de tener pintura metalizada como una manera de aumentar el precio base de un vehículo.
- Datos: Q1427865